# 小學 (經學)
小學是研究中國古代漢語語言、文字的學科，包括音韵学（释音）、文字学（释形）、训诂学（释义）等分支，傳統上是經學的一科。小學往往在孩童啓蒙早期教習，成爲蒙學的代稱，后用作今義。
西汉末刘歆始创此词，他继其父刘向《别录》所撰皇室密藏书籍目录《七略·六艺略》中将经类图书分为易、书、诗、礼、乐、春秋、论语、孝经、小学九部。之所以称之为小学，是因为当时的贵族初级学校“小学”中，讲述文字的六书是主要的学习内容。《汉书·艺文志》：“古者八岁入小学，故周官保氏，掌养国子，教之六书。”西汉初年，萧何曾制定以“字”取士的政策，加之焚书坑儒之后古文献不断出现，古文经学兴盛，都为小学的创立和发展创造了良好的客观条件。
汉代的小学仅包括文字学的内容。到了隋唐时期，小学的范畴中纳入了音韵；五代加入书法、书品；北宋时期首次扩充到训诂学；还有加入蒙学和礼仪的。清代《四库全书总目提要》将其涵盖最终定为如今公认的三学。由于清代盛行文字狱，大量学者开始钻研古代文字这类相对安全的题目，形成考據學，小学盛行一时。
清末，章太炎等倡导以西方的语言学、文字学等代替「小学」，現如今中國文學系等仍以「小学」統称。

## 名家与名著
西汉在刘歆之后，真正奠定了小学学术基础的是编《训纂》、《方言》的扬雄和编《苍颉训纂》、《苍颉故》的杜林。此外还有作《凡将篇》的司马相如、作《急就篇》的史游。汉初成书的《尔雅》是训诂学开山之作。
东汉许慎作《说文解字》，标志着当时小学的最高成就。刘熙所著《释名》也是一部训诂学代表著作。
曾國藩《曾國藩家訓‧同治元年十月十四日》：小學凡三大宗，言字形者，以《說文》為宗，古書惟大、小徐二本，至　本朝而段氏特開生面，而錢坫、王筠、桂馥之作，亦可參觀。言訓詁者，以《爾雅》為宗，古書惟郭注、邢疏，至　本朝，而邵二雲之《爾雅正義》、王懷祖之《廣雅疏證》、郝蘭皋之《爾雅義疏》皆稱不朽之作。言音韻者，以唐韻為宗，古書惟《廣韻》《集韻》，至　本朝而顧氏《音學五書》乃為不刋之典，而江愼修、戴東原、段茂堂、王懷祖、孔顨軒巽軒、江晉三諸作亦可參觀。爾欲於小學鑽研古義，則三宗如顧、江、段、邵、郝、王六家之書，均不可不涉獵而探討之。

## 延伸阅读
[在维基数据编辑]
 《欽定古今圖書集成·理學彙編·經籍典·小學部》，出自陈梦雷《古今圖書集成》